# Boggio d'Aquitania

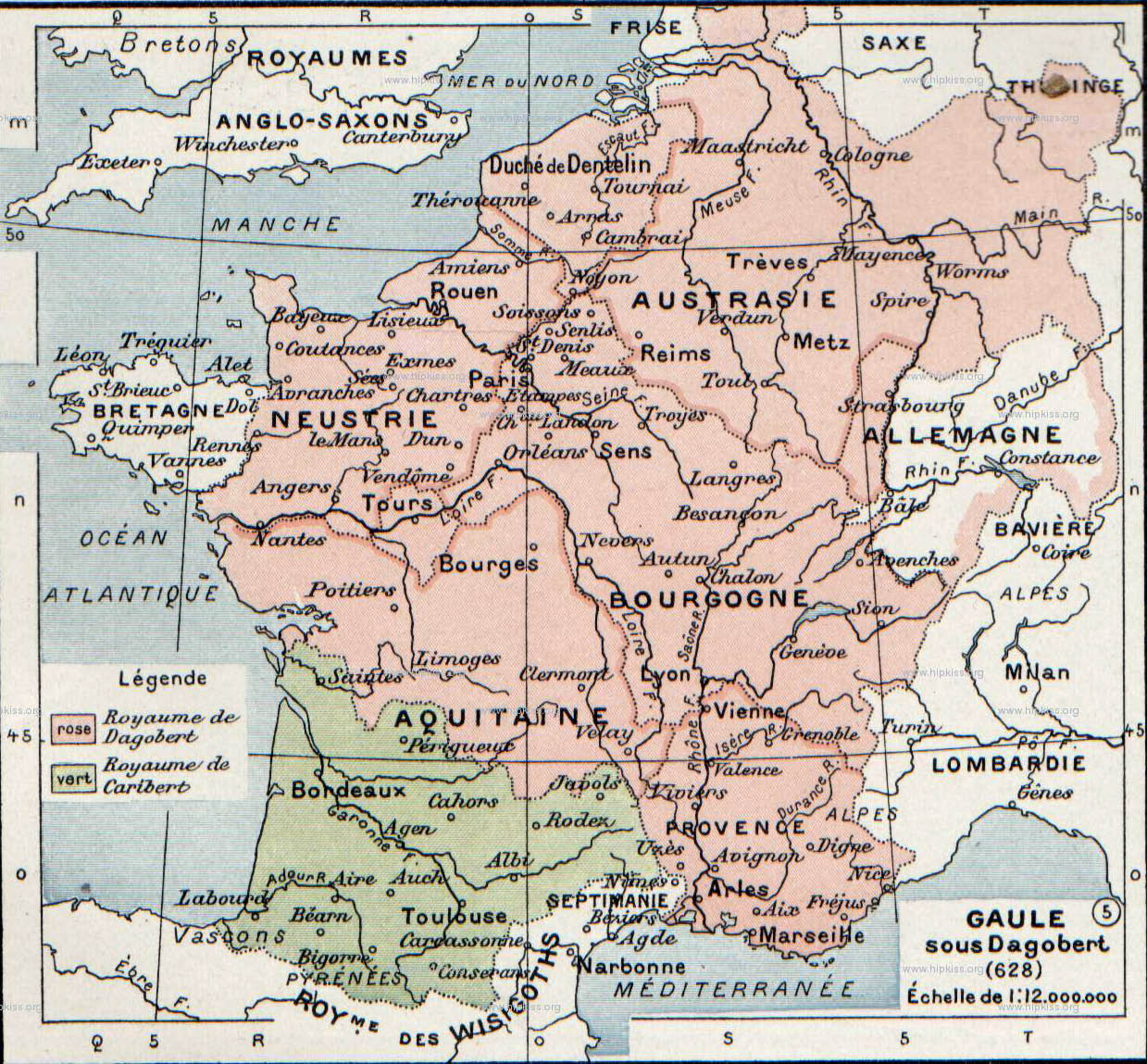
Il ducato di Boggio è in verde.

Boggio d'Aquitania, conosciuto anche come Boggis o Bodogiselo (... – 670 circa), fu duca d'Aquitania e duca di Guascogna.

## Origine
Nato, secondo la Charte d'Alaon, da Cariberto II, quindi fratello di Chilperico e di Bertrando, che condivise i ducati con lui. Una seconda versione, che lo vede nato da Ansberto d'Aquitania e da Blitilde (670 - ?), figlia di Clotario III, re dei Franchi di Neustria, non è credibile. Forse fu soltanto un nobile di Aquitania.

## Biografia
Alla morte di Chilperico, nel 632, il re dei Franchi, Dagoberto I, si volle impossessare del regno di Aquitania, che includeva anche la Guascogna, ma i nobili si ribellarono ed elessero Boggio loro duca e resistettero agli attacchi del re, che accettò il compromesso di riconoscere Boggio purché quest'ultimo si dichiarasse suo vassallo. Cosa che avvenne.
Sembra che il fratello Bertrando (che ebbe dalla moglie Fligberta un figlio: Sant'Uberto, vescovo di Liegi dal 706 al 727) fosse associato al governo del ducato per un certo numero di anni.
Secondo la Vita Landberti episcopi Traiectensis di tal Nicola, risulta che Boggio fosse amico di Lamberto e inoltre nel Ex conversione Huberti comitis viene ricordata la moglie Oda (sposata all'incirca nel 645) come conoscente del vescovo Lamberto, al tempo in cui i sudditi del regno di Neustria si rifugiavano in Austrasia, al tempo che Ebroino era maggiordomo di palazzo (circa 680), confermando che a quel tempo Oda era già rimasta vedova.
Morì nel 670 (prima del 680, invece secondo la Charte d'Alaon, nel 688) lasciando I titoli al figlio Oddone, ma, secondo l'Ex Miraculis S. Martialis Lemovicensis Episcopi, dopo la morte di Boggio il titolo di patrizio di Tolosa andò a Felice d'Aquitania, che governava tutte le città sino ai Pirenei e sul popolo dei Vasconi, al tempo che Ebroino era maggiordomo di palazzo.

## Discendenza
Boggio e Oda, che secondo l'Ex Chronico Sigeberti monachi, ricordata come la moglie del duca di Aquitania Boggio, fu santificata in Gallia, nel 711 ebbero due figli:
- Oddone (? - 735), duca d'Aquitania e duca di Guascogna.
- Imitarius.

## Ascendenza
|                    |   |            | Genitori |  |  | Nonni |  |  | Bisnonni     |  |  | Trisnonni  |  |
|                    |   |            |          |  |  |       |  |  | Chilperico I |  |  | Clotario I |  |
|                    |   |            |          |  |  |       |  |  | Chilperico I |  |  | Clotario I |  |
|                    |   | Aregonda   |          |  |  |       |  |  | Chilperico I |  |  |            |  |
| Clotario II        |   |            |          |  |  |       |  |  | Chilperico I |  |  |            |  |
|                    |   | Fredegonda | …        |  |  |       |  |  |              |  |  |            |  |
|                    |   | Fredegonda | …        |  |  |       |  |  |              |  |  |            |  |
|                    |   | Fredegonda | …        |  |  |       |  |  |              |  |  |            |  |
| Cariberto II       |   | Fredegonda |          |  |  |       |  |  |              |  |  |            |  |
|                    |   | …          | …        |  |  |       |  |  |              |  |  |            |  |
|                    |   | …          | …        |  |  |       |  |  |              |  |  |            |  |
|                    |   | …          | …        |  |  |       |  |  |              |  |  |            |  |
| Sichilde           |   | …          |          |  |  |       |  |  |              |  |  |            |  |
|                    |   | …          | …        |  |  |       |  |  |              |  |  |            |  |
|                    |   | …          | …        |  |  |       |  |  |              |  |  |            |  |
|                    |   | …          | …        |  |  |       |  |  |              |  |  |            |  |
| Boggio d'Aquitania |   | …          |          |  |  |       |  |  |              |  |  |            |  |
|                    | … | …          |          |  |  |       |  |  |              |  |  |            |  |
|                    | … | …          |          |  |  |       |  |  |              |  |  |            |  |
|                    | … | …          |          |  |  |       |  |  |              |  |  |            |  |
| …                  | … |            |          |  |  |       |  |  |              |  |  |            |  |
|                    |   | …          | …        |  |  |       |  |  |              |  |  |            |  |
|                    |   | …          | …        |  |  |       |  |  |              |  |  |            |  |
|                    |   | …          | …        |  |  |       |  |  |              |  |  |            |  |
| …                  |   | …          |          |  |  |       |  |  |              |  |  |            |  |
|                    |   | …          | …        |  |  |       |  |  |              |  |  |            |  |
|                    |   | …          | …        |  |  |       |  |  |              |  |  |            |  |
|                    |   | …          | …        |  |  |       |  |  |              |  |  |            |  |
| …                  |   | …          |          |  |  |       |  |  |              |  |  |            |  |
|                    |   | …          | …        |  |  |       |  |  |              |  |  |            |  |
|                    |   | …          | …        |  |  |       |  |  |              |  |  |            |  |
|                    |   | …          | …        |  |  |       |  |  |              |  |  |            |  |
|                    |   | …          |          |  |  |       |  |  |              |  |  |            |  |

### Fonti primarie
- (LA)  Rerum Gallicarum et Francicarum Scriptores, tomus tertius.